# The Sims 2
The Sims 2 је стратешка видео-игра и званични наставак игре The Sims коју је објавила компанија Maxis 14. септембра 2004. године, након великог успеха првог Симса који је продат у више од 6,3 милиона примерака што је учинило најпродаванијом рачунарском игром у историји. У првих десет дана након објављивања игре Симс 2, ова игра је продата у чак милион примерака.
Игра се знатно разликује од прве игре из The Sims серијала, много тога је измењено. The Sims 2 се темељи на 3D графици док је у првом то комбинација 2D и 3D графике. Симс 2 заузима много више (2.8 гигабајта и то без додатака) од свог претходника који заузима мање од 700 мегабајта.
За 2009, компанија Electronic Arts је најавила The Sims 3.

## Промене
је много напреднији и има доста промена и исправки. Оне најуочљивије су да сада не морате гледати из четири угла кућу већ је можете гледати са било које стране. Такође у двојци, уместо да се изаберу понуђени Симси могуће је направити свог Симса (могуће је изменити одећу, боју очију, изглед очију, носа, уста итд.). Можете изабрати и свој хороскопски знак који ће одредити да ли ће Сим бити стидљив, озбиљан и слично. Могуће је изабрати животну аспирацију (аспирацију за новцем, популарношћу, романсом, породицом), и у складу с изабраном, Ваш Сим добија потребе и страхове. 
У новој игри је могуће бирати нове ствари па чак и њихову боју, разноврснија је комуникација и контакти међу Симсима, такође Симси почињу да старе па након одређеног временског периода могу да порасту из детета у тинејџера, из тинејџера у одраслу особу, из одрасле особе у пензионера. Могу се појавити ванземаљци, чега није било у првом делу, а забрањено је јести претерано иначе ће Вам Сим постати дебео, међутим, ако уз ТВ вежба или ради у теретани Ваш Сим може постати снажан (ако је мушко) или згодна (ако је женско). Могуће је организовати журке, служити вино, колач, гледати на телескоп и још много тога.

### Комшилуци
На почетку игре могуће је изабрати (или направити) комшилук где можете направити нову породицу или решити проблеме већ постојећих. У првом комшилуку комшије су почеле да се мрзе, у трећем две породице се сукобљавају годинама, али син из једне и ћерка из друге породице се заљубљују и играч треба да покуша да помири ове две завађене породице.

## Додаци
Након објављивања The Sims 2 објављени су и многи додаци коју дају нове могућности у овој игри:
- Симс 2: Универзитет
- Симс 2: Ноћно лудовање
- Симс 2: Бизнис
- Симс 2: Кућни љубимци
- Симс 2: Годишња доба
- Симс 2: Путовање
- Симс 2: Слободно време
- Симс 2: Живот у стану

Такође постоје и додаци у којима се добијају само ствари:
- Симс 2: Божићни Додатак у коме можете и да организујуте божићну журку, што га може сврстати и у претходну категорију, као и Симс 2: Ствари за Имање и Врт
- Симс 2: Ствари за Породичну Забаву
- Симс 2: Ствари за Гламурозни Живот
- Симс 2: Ствари за Срећан Распуст
- Симс 2: Ствари за Прославу
- Симс 2: Модне Ствари Ејч енд Ема
- Симс 2: Ствари за Тинејџере
- Симс 2: Ствари за Кухињу и Купатило
- Симс 2: Кућне ставри ИКЕА-е
- Симс 2: Ствари за Имање и Врт